# Romanzo di Darab
Il Romanzo di Darab o  Darab Nameh (in persiano داراب‌نامه‎) è un romanzo popolare in prosa scritto nel XII secolo da Abu Taher Muhammad, in cui si narrano le avventure del mitologico re persiano Darab.

## Autore
In verità non si hanno molte informazioni sull'autore, il cui nome completo è Abu Taher Mohammad ben Hasan ben 'Ali ben Musa Tarsusi (o Tartusi), e l'opera viene considerata una derivazione popolare del noto poema epico persiano di Ferdowsi, il Libro dei Re (in persiano شاهنامه Scià Nameh) del X secolo.

## Trama
La trama narra le avventure del leggendario re Darab, figlio di  Bahman, re di Persia, e di Humey, figlia del Re d'Egitto che diventa sua sposa dopo essere stata sconfitta in un duello cavalleresco.  Humey partorisce  Darab, ma lo abbandona alla nascita in una cesta sul fiume Eufrate. Il bimbo viene trovato ed allevato da un lavandaio, ma a 13 anni scopre una forza ed un coraggio fuori dal comune. Alla ricerca dei suoi genitori, Darab inizia a girare il mondo in avventure che lo portano dall' Oman alla Grecia. Nelle sue peripezie assume il trono di Persia e combatte contro il "Cesare di Roma" che riesce a sconfiggere e catturare (riferimento alla figura storica dell'imperatore romano Valeriano catturato in battaglia). Nel romanzo, Darab è anche il padre di Alessandro Magno la cui figura viene in tal modo persianizzata (riprendendo in questo lo Shahnameh). Darab  concepisce Alessandro con sua moglie Nahid (antico nome della Dea persiana Anahita, ma che nella trama del romanzo diventa la nipote dell'imperatore romano) che tuttavia poi ripuda. Anche Alessandro, come a suo tempo suo padre, viene quindi abbandonato ed è allevato dal suo tutore Aristotele. La moglie di Alessandro, Rossane, nel racconto diventa una regina guerriera che combatte per non sposarlo.